# Прибиш
Прибиш (слч. Pribiš) насељено је мјесто са административним статусом сеоске општине (слч. obec) у округу Долни Кубин, у Жилинском крају, Словачка Република.

## Становништво
| Година:    | 1994. | 2004. | 2014.   | 2024. |
| ---------- | ----- | ----- | ------- | ----- |
| Број људи: | 474   | 474   | 450     | 468   |
| Разлика:   |       | +0 %  | -5,06 % | +4 %  |

| Година:    | 2023. | 2024.   |
| ---------- | ----- | ------- |
| Број људи: | 470   | 468     |
| Разлика:   |       | -0,42 % |

Према подацима о броју становника из 2011. године насеље је имало 453 становника.